# لویی ورنوی
لویی ژاک ماری کولان دو بوکاژ (فرانسوی: Louis Jacques Marie Collin du Bocage‎؛ ‏ ۱۴ مهٔ ۱۸۹۳ – ۳ نوامبر ۱۹۵۲) با نام هنری لویی ورنوی، بازیگر، فیلم‌نامه‌نویس و نمایشنامه‌نویس اهل فرانسه بود.
از فیلم‌هایی که وی در آن‌ها نقش داشته‌است، می‌توان به احساس مالکیت، دورا نلسون (نسخهٔ فرانسوی)، دورا نلسون (نسخهٔ ایتالیایی)، دخترخالهٔ ورشویی من و فریب اشاره نمود.